# Gladiolus dubius
Gladiolus dubius är en irisväxtart som beskrevs av Giovanni Gussone. Gladiolus dubius ingår i släktet sabelliljor, och familjen irisväxter.
Artens utbredningsområde är Sicilien. Inga underarter finns listade i Catalogue of Life.